# Camioneros de Coslada 2020
Questa voce raccoglie le informazioni riguardanti i Camioneros de Coslada nelle competizioni ufficiali della stagione 2020.

## Maschile

### LNFA Serie A 2020

#### Stagione regolare
| 12 gennaio 2020, ore 12:00 1ª giornata | Camioneros de Coslada | 6 – 16 referto | Fuengirola Potros |  |

| 18 gennaio 2020, ore 17:00 2ª giornata | Murcia Cobras | 45 – 0 referto | Camioneros de Coslada |  |

| 1º febbraio 2020, ore 17:00 3ª giornata | Camioneros de Coslada | 6 – 14 referto | Las Rozas Black Demons |  |

| 23 febbraio 2020, ore 12:00 5ª giornata | Camioneros de Coslada | 20 – 31 referto | Mallorca Voltors |  |

| 1º marzo 2020, ore 12:00 6ª giornata | Fuengirola Potros | 35 – 6 referto | Camioneros de Coslada |  |

| 15 marzo 2020, ore 12:00 7ª giornata | Camioneros de Coslada | – referto | Murcia Cobras |  |

| 22 marzo 2020, ore 12:00 8ª giornata | Las Rozas Black Demons | – referto | Camioneros de Coslada |  |

| 19 aprile 2020, ore 12:00 10ª giornata | Mallorca Voltors | – referto | Camioneros de Coslada |  |

### Statistiche di squadra
| Competizione      | %Vittorie | In casa | In casa | In casa | In casa | In casa | In casa | In trasferta | In trasferta | In trasferta | In trasferta | In trasferta | In trasferta | Totale | Totale | Totale | Totale | Totale | Totale |
| Competizione      | %Vittorie | G       | V       | N       | P       | Pf      | Ps      | G            | V            | N            | P            | Pf           | Ps           | G      | V      | N      | P      | Pf     | Ps     |
| ----------------- | --------- | ------- | ------- | ------- | ------- | ------- | ------- | ------------ | ------------ | ------------ | ------------ | ------------ | ------------ | ------ | ------ | ------ | ------ | ------ | ------ |
| Stagione regolare | .000      | 3       | 0       | 0       | 3       | 32      | 61      | 2            | 0            | 0            | 2            | 6            | 80           | 5      | 0      | 0      | 5      | 38     | 141    |
| Totale            | .000      | 3       | 0       | 0       | 3       | 32      | 61      | 2            | 0            | 0            | 2            | 6            | 80           | 5      | 0      | 0      | 5      | 38     | 141    |